# Río Agua Fresca
El río Agua Fresca es un curso natural de agua que fluye en la península de Brunswick con dirección general levante hasta desembocar en la ribera norte del estrecho de Magallanes.

## Trayecto
Según el mapa de la zona del IGM, el río nace cerca de la laguna Parrillar.

## Caudal y régimen
Los ríos de la zona como el Rubens, Penitente, Grande (Isla Riesco), San Juan de la Posesión y el Grande de Tierra del Fuego tienen un régimen pluvio-nival, con un peak entre abril y julio, y otro a comienzos de la primavera.: 10 

## Historia
Luis Risopatrón lo describe en su Diccionario Jeográfico de Chile: 9 
Agua Fresca (Río de) 53° 23’ 71° 00’. En su hoya se ha encontrado yacimientos de asfalto, corre hácia el E, arrastrando arenas auríferas i se vácia en la bahía del mismo nombre, del estrecho de Magallanes. 1, XI, p. 261 i carta Bertrand (1885); 61, CXLII, p. 174; 81, p. 13; i 156.
Cerca de Agua Fresca aterrizó el helicóptero Británico tras la fallida "Operación Plum Duff". Este vuelo llevó a miembros del Servicio Aéreo Especial (SAS por sus siglas en inglés), al este de Río Grande (Tierra del Fuego) para observar la base aérea argentina que debía ser atacada posteriormente durante la operación Mikado.